# Johannes Ording
Johannes Ording (født 19. januar 1869 i Drammen, død 25. januar 1929 på Stabekk) var en norsk teolog, far til historikeren Arne Ording.
Ording blev student 1886 og cand. theol. 1893. Det følgende år blev han udnævnt til personel kapellan ved Johannes Menighed i Kristiania. I denne stilling forblev han indtil 1900, da han ved et af Universitetet tildelt stipendium blev sat i stand til at ofre sig for studiet af den systematiske teologi. I 1903 meldte han sig til konkurrence om det ved professor Petersens død ledigblevne professorat i nævnte disciplin.
De anskuelser, han udtalte om dåben i en prøveforelæsning over opgivet emne En Belysning af Forskellen mellem det magiske, der maa forkastes, og det mysteriøse, der maa fastholdes, i Naademidlernes Virken (1904), gav stødet til den såkaldte professorstrid, der først 1906 endte med Ordings udnævnelse. Ording tog 1926 af helbredshensyn afsked fra sit professorat.
I anledning af konkurrencen udgav han et større arbejde, Den religiøse Erkendelse, dens Art og Vished (1903), som han det følgende år tog den teologiske doktorgrad på. Af Ordings øvrige skrifter kan nævnes: Dogmatikkens Opgave og Betydning (1905), Om Forskellen mellem den lutherske og den reformerte Kristendom (1906), Den kristelige Tro, I—II (1915) og Teologien. En encyklopædisk Fremstilling (1920).